# Mariangela Giordano
Mariangela Giordano (* 2. September 1937 in Dolcedo; † 16. Juli 2011) war eine italienische Schauspielerin.

## Leben
Giordano, Tochter eines Journalisten, wurde 1954 zur „Miss Ligurien“ gewählt, was als Türöffner zur Filmkarriere diente. Bereits im Jahr darauf spielte sie eine kleine Rolle in einem bei Genua gedrehten Film, mehrere Rollen, oft in Abenteuerfilmen, oft in Spanien produziert, folgten. Ihre Karriere blieb bis auf wenige Ausnahmen (eine Episodenrolle in Hawaii Fünf-Null und eine Rolle in einem unveröffentlicht gebliebenen Werk von Sam Peckinpah) jedoch auf den Mittelmeerraum beschränkt.
In den 1960er Jahren spielte sie in Sandalen- und Westernfilmen, manchmal unter Pseudonymen wie „Mary Jordan“, die oft von ihrem langjährigen Lebensgefährten, Produzent Gabriele Crisanti, produziert wurden, der sie bis in die 1980er Jahre auch in einigen Horrorfilmen besetzte. Dann wandte sie sich auch dem Fernsehen zu, spielte jedoch bis ins neue Jahrtausend weiter kleinere Filmrollen.

## Filmografie (Auswahl)
- 1955: Dramma nel porto
- 1956: Die Bande der Ehrlichen (La banda degli onesti)
- 1956: Der goldene Falke (Il falco d'oro)
- 1957: Der schwarze Teufel (Il diavolo nero)
- 1957: Der Sohn des Scheik (Los amantes del desierto)
- 1960: Ursus im Reich der Amazonen (La regina delle amazzoni)
- 1961: Der Raub der Sabinerinnen (Il ratto delle Sabine)
- 1961: Ursus im Tal der Löwen (Ursus nella valle dei leoni)
- 1961: Ursus – Rächer der Sklaven (Ursus)
- 1962: Heirat auf sizilianisch (La smania addosso)
- 1965: Eine Jungfrau für den Prinzen (Una vergine per il principe)
- 1966: Das gewisse Etwas der Frauen (Come imparai ad amare le donne)
- 1967: Djurado
- 1968: Fünf blutige Stricke (Joko, invoca dio… e muori)
- 1968: Hawaii Fünf-Null (Hawaii Five-O) (Fernsehserie, 1 Folge)
- 1968: Tre croci per non morire
- 1969: Django und Sartana, die tödlichen Zwei (Una lunga fila di croci)
- 1969: I quattro del Pater Noster
- 1969: La taglia è tua… l’uomo l’ammazzo io
- 1972: Decamerone – Abenteuer der Wollust (Decameron n. 2… Le altre novelle del Boccaccio…)
- 1976: Die letzte Runde (Il conto è chiuso)
- 1978: Kommissar Mariani – Zum Tode verurteilt	(Il commissario di ferro)
- 1979: Komm und mach’s mit mir (Malabimba)
- 1980: Patrick lebt! (Patrick vive ancora)
- 1981: Die Rückkehr der Zombies (Le notti del terrore)
- 1982: Sexorgien im Satansschloss (La bimba di Satana)
- 1987: Ich und meine Schwester (Io e mia sorella)
- 1988: Jack Clementi – Anruf genügt…: Der Tod fährt Achterbahn (Big Man: Polizza inferno) (1 Folge der Fernseh-Serie)
- 2005: Cuore sacro